# Joanna Toch
Joanna Toch (13 de octubre de 1961) es una deportista británica que compitió en remo. Ganó una medalla de plata en el Campeonato Mundial de Remo de 1989, en la prueba de cuatro sin timonel ligero.

## Palmarés internacional
| Campeonato Mundial | Campeonato Mundial | Campeonato Mundial | Campeonato Mundial        |
| Año                | Lugar              | Medalla            | Prueba                    |
| ------------------ | ------------------ | ------------------ | ------------------------- |
| 1989               | Bled (Yugoslavia)  | Medalla de plata   | Cuatro sin timonel ligero |